# مرکز تحقیقات پیو
مرکز تحقیقات پیو (به انگلیسی: Pew Research Center) یک اندیشکده آمریکایی مستقر در واشینگتن دی. سی. است که به ارائه اطلاعات دربارهٔ مسائل، نگرش‌ها و روندهای شکل‌دهندهٔ ایالات متحده و جهان می‌پردازد. رئیس سازمان از ژانویه ۲۰۱۳ الن موری، معاون مدیر سابق وال‌استریت ژورنال است که جایگزین اندرو کوهت گردید. این مرکز بودجه‌اش را از کسب و کار خیریه‌های پیو دریافت می‌کند.
پروژه نگرش‌های جهانی پیو یک سری نظرسنجی‌ها و گزارش‌های افکار عمومی در سراسر دنیاست که هدف آن فهم نگرش‌های جهانی دربارهٔ موضوع‌های مختلف است.